# Ken Fagerberg
Ken Göran Fagerberg, född 9 januari 1989 i Biskopsgårdens församling i Göteborg, är en svensk fotbollsspelare som för tillfället är spelande tränare för Royn på Färöarna.
Han kom till Örgryte IS år 2000. Fagerberg tog klivet från junior till senior vid 17 års ålder. Han fick 5 juni 2007 debutera för det svenska P18-landslaget efter att ha genomfört den första delen av säsongen i Örgrytes seniortrupp. Det blev totalt 12 mål på 20 matcher i Öis-tröjan för den unge svensken under 2007/8. I februari 2008 blev Fagerberg såld till FC Midtjylland i den Danska SAS-ligan.
I december 2016 värvades Fagerberg av 07 Vestur på Färöarna.

## Större händelser under karriären
- 07/04/19 - Gör sitt första tävlingsmål som senior i Superettan i segermatchen mot Degerfors (2–1)
- 07/06/05 - Debuterar i P18-landslaget i segermatchen mot Ajax (1–0)
- 07/06/07 - Gör sitt första mål i P18-landslaget i sin andra landskamp i segermatchen mot Feyenoord (2–0)